# Червона загроза
«Червона загроза» (англ.   Red Scare) — існувала в першій половині XX століття антикомуністична ідеологія, згідно з якою жовтневий переворот 1917 року в Росії міг би спричинити загрозу настання світового комунізму за рахунок свого повтору в інших країнах. Найбільшого поширення набула в США, де розділяють два етапи боротьби з «червоною загрозою»: 1917 — 1920 роки й післявоєнний період з кінця 1940-х років до кінця 1950-х.

## Перша «Червона загроза» (1917—1920)

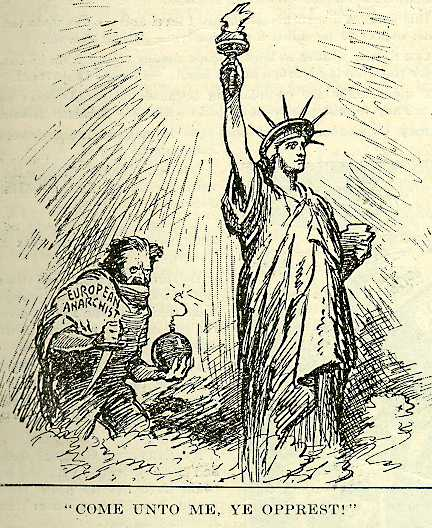
Політична карикатура 1919 р. «Європейський анархізм» намагається знищити американську свободу

Уперше вираз «Червона загроза» з'явилося під час Першої світової війни, в якій США брали участь в 1917—1918 роках. Усвідомлення загрози, яку несе комунізм Америці, посилилося через масового насильства в Росії під час Громадянської війни. Історик Левін Б. Мюррей характеризує першу «Червону загрозу» як «загальнонаціональну істерію, спрямовану проти радикалів, істерію, спровоковану страхом перед неминучою більшовицькою революцією, яка знищить власність, церкву, будинок, шлюб, цивільні права та американський спосіб життя» .
Ще в 1903 році в США приймається закон «Про виключення анархістів» (en: Anarchist Exclusion Act), який передбачав депортації іммігрантів, які симпатизують анархістським ідеям. У 1918 році цей закон доповнюється також законом «Про імміграцію» (en: Immigration Act of 1918), який передбачав заборону в'їзду і депортацію негромадян, які «не вірять або протистоять будь-якому організованому уряду» ("who disbelieve in or are opposed to all organized government ").
16 травня 1918 року президент Вудро Вільсон підписує антиіммігрантський закон «Про підбурюванні до заколоту» (en: Sedition Act of 1918), покликаний підтримати військові зусилля Сполучених Штатів в першій світовій війні, і забороняв образи уряду або армії Сполучених Штатів у воєнний час. Поштою також дозволялося не доставляти адресатам листи, що містять такі образи. Крім тюремного ув'язнення і значних штрафів, закон також передбачав депортації небажаних іммігрантів.
Крім того, в зв'язку з вступом США у війну в 1917 році приймається закон «Про шпигунство» (en: Espionage Act of 1917), відповідно до якого влітку 1918 року за виступи проти призову в збройні сили був засуджений на 10 років тюремного ув'язнення Юджин Дебс, п'ятиразовий кандидат на пост президента США. Після відбуття 3 років ув'язнення був звільнений на Різдво 1921 року.
Відповідно до того ж законом було засуджено до депортації анархісти Емма Гольдман та Олександр Беркман.
У 1919 — 1920 ряд штатів приймають закони про заборону виправдань насильства заради соціальних змін. У 1920 році з нижньої палати законодавчих зборів штату Нью-Йорк 140 голосами проти 6 виключаються п'ятеро законно обраних соціалістів за звинуваченням в тому, що вони обрані «на платформі, яка суперечить інтересам штату Нью-Йорк і Сполучених Штатів».
24 штату прийняли закони про заборону на своїх територіях червоних прапорів. Разом з тим, штат Огайо зробив виняток для вимпелів коледжів, Вісконсін — для історичних музеїв, Міннесота — для залізниць і попереджень про небезпеку на автомагістралях.
6 штатів ще до 1919 року прийняли свої власні варіанти федерального закону «Про підбурюванні до заколоту», в 1919—1920 подібні закони приймаються ще в 20 штатах, і, в ряді випадків, також окремими містами (наприклад, в одному тільки штаті Вашингтон таких міст налічувалося до 20). Подібні закони носили, як правило, назва «анти-синдикалістських», і оголошували злочинними, зокрема, загальні страйки.
У 1919—1920 роках агенти генерального прокурора США Палмера впроваджуються в ряд радикальних організацій, і в 1920 році Едгар Гувер виступає з попередженням про нібито плановане радикалами на 1 травня 1920 року поваленні уряду США. Після того, як ніяких виступів радикалів не відбулося, преса почала практично одностайно знущатися над «галюцинаціями» Палмера, і загальний психоз зійшов нанівець.
За підсумками першої «Червоної загрози» відбулося зменшення числа членів Комуністичної партії США і аналогічних партій на 80 %.
Одним з основних наслідків «Червоної загрози» стала масова анти-іммігрантська ксенофобія, заснована на страху народжених в США громадян (так званих «корінних» — «nativists») перед тим, що існувала раніше політика необмеженої імміграції в кінцевому підсумку призведе до руйнування традиційної американської ідентичності («американський спосіб життя»). Страхи «корінних» американців концентруються на анархістів, в 1901 році вбили 25-го президента США Вільяма Мак-Кінлі, і на радикальній профспілці Індустріальні робітники світу, що проголосила своєю метою «оволодіння засобами виробництва» і «знищення системи найманої праці».
Перша помітна спроба будь-яким чином обмежити еміграцію в США приймається (якщо не брати до уваги заборони на імміграцію китайців, ухваленої раніше — див. Акт про виключення китайців 1882 року) в 1917 році з обмеженням в'їзду осіб з «Азіатської забороненої зони», для іммігрантів з Європи був заборонений в'їзд осіб, що не вміли читати. У 1921—1924 роках вперше вводиться квотування імміграції в США. Разом з тим обмеження імміграції мали виразний расовий мотив, і мали на меті боротьби зі зміною вже існуючих пропорцій серед населення США. Імміграція громадян ряду країн Південно-Східної Азії заборонялася зовсім, вже в'їхали іммігрантам заборонялася натуралізація, а для країн Латинської Америки взагалі не було виділено ніяких квот.
86 % з 155 тисячною квоти 1924 року був виділено на країни Північної Європи, в першу чергу — Німеччина, Британія та Ірландія, в подальшому Північна Європа продовжувала зберігати цю перевагу, тоді як еміграція з країн Східної та Південної Європи сильно скоротилася. Італійська імміграція була різко обмежена від 200 000 чоловік в рік до тільки 4000. Так само різко падає єврейська імміграція, так як більшість євреїв прибувало з країн, які отримали дуже малі квоти — Польща, Радянський Союз, Румунія та інші. Якщо в період 1881—1923 в США прибуло близько 2 500 000 євреїв, то за 1924—1933 — всього близько 30 000 — 40 000.

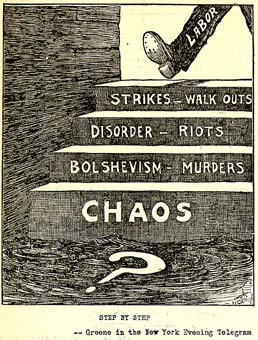
New York Evening Telegram
November 1, 1919

19 вересня 1918 року розпочинає роботу Комісія Оверман під головуванням демократичного сенатора від штату Північна Кароліна Лі Слейтера Оверман. Комісія Оверман стала предтечею маккартистського " Комісії з розслідування антиамериканської діяльності ", і отримала від Сенату Сполучених Штатів завдання розслідувати німецьку, більшовицьку та іншу «антиамериканську діяльність», а також можливі наслідки впровадження більшовизму в США.
У червні 1919 року Комісія Оверман опублікувала свій фінальний звіт довжиною 35000 слів. За висновками комісії, в разі заміни в США капіталізму на комунізм результатом повинні стати злидні, голод, масові конфіскації і терор. За результатами розслідування комісія звинуватила ряд пов'язаних з Німеччиною організацій в Америці (Національний Німецько-Американський Альянс та інші) в спробі захопити контроль над американською пресою, виборами і громадською думкою.
Основним висновком Комісії Оверман стала рекомендація депортувати зі Сполучених Штатів радикально налаштованих іммігрантів, посилити контроль над оборотом вибухових речовин, і за публікаціями на іноземних мовах.

### Теракти в квітні і червні 1919 року. Зіткнення 1 травня 1919 року

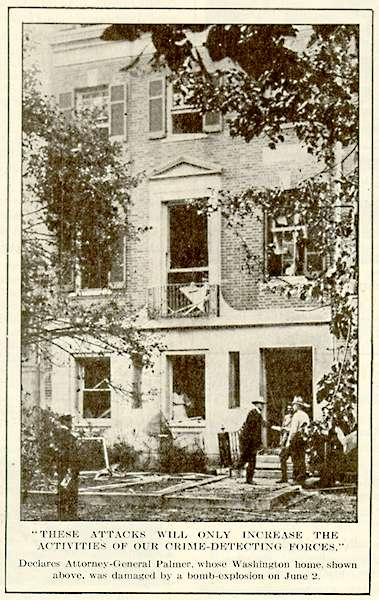
Будинок генерального прокурора США Палмера, пошкодженого вибухомув 1919 році

У квітні 1919 був розкритий широкомасштабну змову з розсилкою поштою 36 вибухових зарядів. У числі одержувачів значилися імміграційні чиновники, верховний суддя Олівер Уенделл Холмс, голова сенатської комісії з досліджень більшовизму, генеральний прокурор, ряд бізнесменів (зокрема, Джон Д. Рокфеллер), а також польовий агент ФБР Р. В. Фінч. Частина бомб була приурочена до дня праці 1 травня, і призначалися, зокрема, для мера Сіетла Гансона, який активно боровся зі загальним страйком в цьому місті. Ця бомба прибула занадто рано, Хансон не постраждав. Інша бомба була відправлена 29 квітня, і призначалася для прихильника Закону «Про виключення анархістів» 1903 роки (що передбачав депортацію іммігрантів, запідозрених у «анархізм»), сенатора від штату Джорджія Томаса В. Хардвік. Під час вибуху були поранені його дружина і домробітниця. 30 квітня працівники пошти виявили 16 інших бомб в посилках різним адресатам в Нью-Йорку, і перервали їх доставку. В інші дні було виявлено ще 12 інших бомб.
Із закінченням Першої світової війни 11 листопада 1918 року, в березні-травні 1919 року американські ветерани засновують правоконсервативну патріотичну організацію Американський легіон, яка вже в листопаді проводить свій перший національний з'їзд. Легіонери виганяють «воббліс» (членів радикального профспілки Індустріальні робітники світу) з міста Централія, штат Вашингтон, в ході зіткнень легіонерів з озброєними робітниками загинуло три людини, одного робітника лінчували на місці. У штаті Західна Вірджинія поліція змусила 118 «воббліс» цілувати американський прапор.
1 травня 1919 пройшли масові робочі демонстрації. Демонстрація в Бостоні не отримала офіційного дозволу, і була розігнана поліцією, причому один поліцейський загинув, 116 соціалістів заарештовані. Натовп атакував передбачувану штаб-квартиру соціалістів, причому жоден нападник не був заарештований. У Нью-Йорку солдати спалили видрукувані соціалістичні матеріали, і змусили іммігрантів співати патріотичний американський гімн.
Найсерйозніші зіткнення пройшли в Клівленді. Конфлікт між соціалістами і легіонерами призвів до жертв: двоє вбитих і четверо поранених. Поліція відновила порядок за допомогою важкої техніки, заарештувавши 106 осіб. Міська преса звернула увагу, що тільки 8 осіб з числа заарештованих народилися в США.
У червні 1919 року відбулася нова серія розсилок бомб поштою. 2 червня в один і той же час пролунали вибухи в восьми різних містах. Однією з цілей став генеральний прокурор Палмер, чий будинок в федеральному окрузі Колумбія був підірваний. Людина, яка скоїла замах, загинув під час вибуху; залишилися свідоцтва, що він був італійцем, які проживали в Філадельфії.
Після теракту генеральний прокурор Палмер провів рейди, які представляли собою масові арешти і депортації іммігрантів, підозрюваних в приналежності до лівих угрупованнями і радикалізмі. Були проведені арешти від 4 до 10 тис. чол. Операцією керував Едгар Гувер, якому тоді було 24 роки. Багатьом заарештованим не був наданий доступ до адвоката під час допиту, ряд осіб були побиті під час арешту і під час допитів.
Газета «Вашингтон Пост» назвала подію «не варто втрачати час на плач щодо порушень свободи, від якого волосся стає дибки», а «Нью-Йорк Таймс» назвала сліди побиття «сувенірами нової політики федеральних агентів по відношенню до червоних». Ці дії зустріли опозицію в особі 12 високопоставлених юристів, в тому числі 4 суддів Верховного Суду, що склали доповідь «про незаконні дії департаменту юстиції Сполучених Штатів», в якому було зазначено на порушення 4-й, 5-й, 6-й і 8- й поправок до Конституції. Палмер повідомив про плановане на 1 травня 1920 року антиурядовій змові, однак ця дата пройшла без будь-яких пригод. Підстави для депортації були знайдені тільки для 600 осіб з тисяч заарештованих.
Результатом став спалах ксенофобії в американському суспільстві, спрямована також на різні угруповання радикальних анархістів, найчастіше складалися з недавніх іммігрантів. Під прицілом опинився також профспілка Індустріальні робітники світу, який провів в 1919 році сотні загальнонаціональних страйків. Консервативна преса називала їх «злочинами проти суспільства» і «змовами з метою встановити комунізм». У 1919—1920 кілька штатів вводять закони проти «кримінальних профспілок».
В Протягом 1919 року Сполучені Штати стрясає цілий ряд страйків, в тому числі і кілька великих. Згідно з даними дослідника Андре Каспі, в 1919 році в США проходить 3630 страйків, в яких беруть участь до 4 160 осіб. (уточнити цифри)
У січні 1919 року страйкують докери Нью-Йорка і робочі легкої промисловості, які вимагали 44-годинного робочого тижня, і підвищення заробітної плати на 15 %.

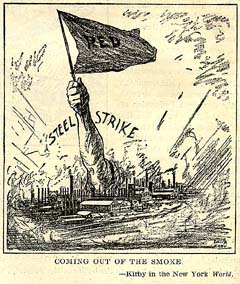
«Сталевий страйк», 1 жовтня 1919 року

6-11 лютого 1919 року триватиме загальна страйк в Сіетлі, в тому числі за участю профспілок Індустріальні робітники світу і Американська федерація праці. Мер Сіетла Хансон порівняв страйк з «революцією в Петрограді», 39 профспілкових діячів ІРМ були арештовані, як «анархісти». Газета «Чикаго Трибюн» назвала страйк «марксистським» «кроком з Петрограда в Сіеттл».
Також в лютому проходить страйк до 86000 робочих боєнь, в березні страйкують працівники громадського транспорту штату Нью-Джерсі, в липні — працівники тютюнових фабрик Нью-Йорка, в серпні — залізничники штату Вашингтон і актори Нью-Йорка, і так далі.
Найбільш вражаючим ударом по громадському порядку стала вереснева страйк поліцейських в місті Бостон. 15 серпня поліцейські утворили власну профспілку, що приєднався в Американської Федерації Праці. 9 вересня 1919 року, приблизно тисяча поліцейських із загального числа півтори тисячі почали страйк, вимагаючи підвищення заробітної плати, яка ніяк не змінилася за час війни, тоді як ціни зросли в середньому в два рази. Шеф місцевої поліції Едвард Аптон Кертіс відкинув право поліцейських на профспілки, «призвідники» зазнали адміністративним стягненням, проте страйк все ж почалася.
Бостон охопила масова паніка. Незабаром починаються масові грабежі, городяни починають озброюватися і організовувати загони самооборони. 10 вересня губернатор штату Массачусетс вводить в місто підпорядковувалися йому частини національної гвардії штату, проходять зіткнення національних гвардійців з мародерами, причому було двоє загиблих. 11-12 вересня порядок був відновлений. Преса назвала страйкуючих поліцейських «дезертирами» і «агентами Леніна».
22 вересня розпочинається страйк робітників металургійної промисловості, які працювали в корпорації US Steel, умови праці в якій були особливо важкими. У містах Хоумстед, Нью-Касл, Буффало проходять зіткнення робочих із заводською охороною. За даними профспілки, в цілому страйк охопив до 280 тис. Робітників з 350 тис. 29 вересня страйк перекидається на сталеливарну корпорацію Bethlehem Steel, у ній беруть участь до 25 % її робітників. Остаточно страйку металургів завершуються 9 січня 1920 року.
1 листопада розпочинається страйк шахтарів, які вимагали шестигодинного робочого дня, п'ятиденного тижня, підвищення заробітної плати на 60 %. Складність положення шахтарів полягала також і в тому, що їм заборонялися страйки у воєнний час; тоді як війна закінчилася 11 листопада 1918 року, уряд Сполучених Штатів через рік все ще не скасував воєнний стан.
Результатом стала серія законів про імміграцію та закликах до насильницької зміни існуючого ладу. За словами Давида Д. Коула «федеральний уряд депортує радикальних іммігрантів за їх виступи або за їх зв'язку, не роблячи особливої різниці між реальними загрозами і ідеологічними противниками».

### Расові бунти 1919 роки («Червоне літо»)
Участь США у Першій світовій війні супроводжувалася масової мобілізацією чоловіків, і різким падінням імміграції з Європи. В результаті промислові міста Півночі і Середнього Заходу починають відчувати брак робочих рук, який поступово заповнюється масовим залученням негрів з Півдня. До 1919 року мігрують до 500 тис. негрів, які як займають нові робочі місця, так і, в деяких випадках, використовуються в якості штрейкбрехерів. Загострення підозрілості білих робітників призводить до вибуху внаслідок непродуманої швидкої демобілізації та скасування обмежень цін воєнного часу. Результатом стає різке загострення конкуренції за робочі місця і інфляція.

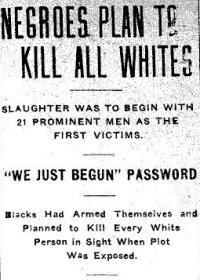
Преса штату Арканзас звинувачує чорних у намірі вбити всіх білих, 3 жовтня 1919 року

Згідно зі звітом співробітника Департаменту Праці Сполучених Штатів доктора Джорджа Е. Хайнса, влітку-восени 1919 року було зафіксовано 38 окремих бунтів, в яких білі нападали на чорних. Згідно з цим звітом, в період 1 січня — 14 вересень 1919 року, принаймні 43 негра були лінчовані, з них 16 повішені, а решта застрелені. Вперше в історії расових зіткнень в США відзначені спроби негрів організувати загони самооборони.
Впливова газета Нью-Йорк Таймс влітку 1919 року звинувачує в насильстві радикальний профспілка Індустріальні робітники світу, більшовизм і «інші екстремістські радикальні рухи». У жовтні газета звинувачує радикалів у веденні серед чорного співтовариства «більшовицької пропаганди», «розповсюджує доктрини Леніна і Троцького».
- 10 травня 1919 вводиться військовий стан в місті Чарльстон, штат Південна Кароліна. Бунт був піднятий білими моряками флоту США, які вбили трьох негрів. П'ять білих і вісімнадцять чорних поранені.
- На початку липня бунт в місті Лонгвью, штат Техас призвів до загибелі чотирьох осіб, і знищення місцевого чорного гетто.
- 3 липня чорні солдати сегрегованого 10-го кавалерійського полку були атаковані місцевою поліцією в місті Бізбі, штат Аризона.
- У липні в місті Вашингтон, округ Колумбія, поширилися чутки про арешт негра за зґвалтування. Чутки вилилися в чотири дні вуличного насильства, що супроводжувався нападами білих (багато в військовій формі) на випадкових негрів на вулиці, інших негрів натовп витягала з машин. Після відмови поліції втрутитися почалися зіткнення білих з чорними загонами самооборони, в результаті чого в місто довелося вводити війська. До кінця заворушень загинуло десять білих, включаючи двох поліцейських, і п'ятеро чорних.
- У місті Норфолк, штат Вірджинія, білі атакували чорних ветеранів. Принаймні шість осіб застрелені, порядок відновлений за допомогою морської піхоти і військового флоту.
- 27 липня починаються найбільш важкі расові зіткнення 1919 року, мали місце в місті Чикаго. Білі виявили чорну молодь, яка порушила кордон сегрегованих пляжів на озері Мічиган, і заплив на пляжі, зарезервовані тільки для білих. Кілька порушників були втоплені. Після відмови поліції втрутитися почався бунт чорної молоді Чикаго, який тривав 13 днів. Серед білих особливу активність проявили ірландці, чия територія безпосередньо межувала з чорним гетто. До моменту закінчення заворушень загинуло 23 чорних і 15 білих, 537 людей поранено, зруйновано будинки 1000 чорних сімей.
- У серпні почався бунт в місті Ноксвілль, штат Теннесі, після того, як мулат Моріс Майес був запідозрений у вбивстві білої жінки. Натовп в 10 000 білих, підірвавши двері динамітом, взяла штурмом міську в'язницю в пошуках підозрюваного і, не знайшовши його, звільнила 16 білих, захопивши при цьому зброю і конфіскований алкоголь. Розгромивши в'язницю, натовп попрямував в пошуках Майес в місцевий чорний район, де почалися перестрілки білих з чорними. Акти насильства тривали протягом дня, причому двоє чорних були вбиті на вокзалі, коли намагалися втекти з міста. Бунт був придушений Національною гвардією.

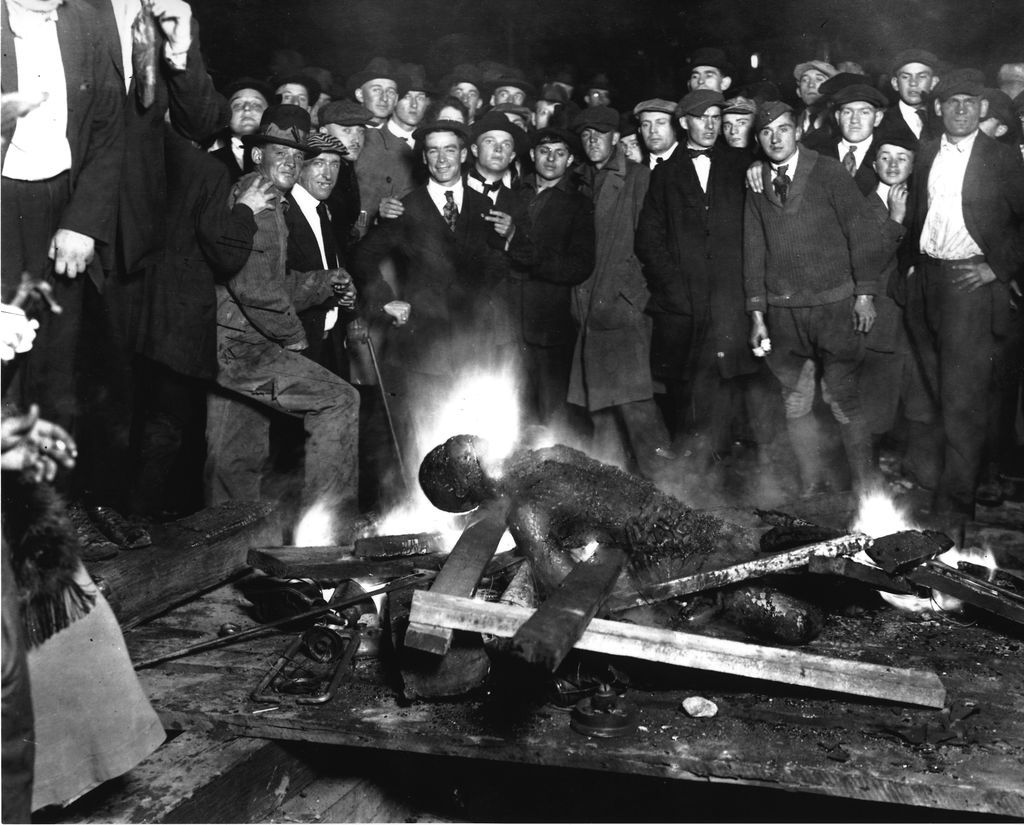
Спалення лінчованого натовпом Уілла Брауна

- В кінці вересні натовп в 4000 білих в місті Омаха, штат Небраска зажадала від поліції видати Уілла Брауна, чорного, підозрюваного в зґвалтуванні білої жінки. Поліцейські спробували розсіяти натовп водою з брандспойтів, але їх закидали цеглою, розбивши всі стекла в будівлі суду. Спалено будівлю суду, підозрюваний був лінчований натовпом, його тіло спалено, після чого натовп розсіявся по місту, захопивши зброю, а також нападаючи на поліцейських і негрів. Сім поліцейських отримали легкі вогнепальні поранення. Крім того, натовп захопив мера Едварда Сміта, перевернувши при цьому поліцейський автомобіль, і спробував повісити його. Мер був звільнений поліцією, і провів в госпіталі кілька днів. Сам бунт на наступний день був придушений федеральними військами.
- Останній бунт стався 1 жовтня в місті Ілейн, штат Арканзас. В ході зіткнень загинуло від 100 до 200 чорних, і п'ятеро білих. Місцева влада і місцева преса звинуватила чорних в намірі організувати «соціалістичну» профспілку і влаштувати масову різанину білого населення. 12 чорних були засуджені до смертної кари і 79 до тюремного ув'язнення до 21 років, проте згодом ці вироки були скасовані верховним судом США.

### Депортації. «Радянський ковчег»

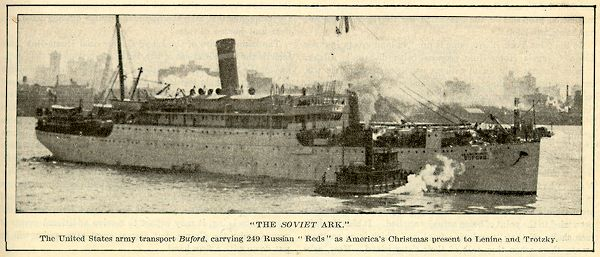
Торговий корабель Сполучених Штатів «Буфорд». Напис: "Радянський ковчег. Транспорт армії Сполучених штатів 'Буфорд' везе в подарунок Леніну і Троцькому на Різдво 249 червоних "

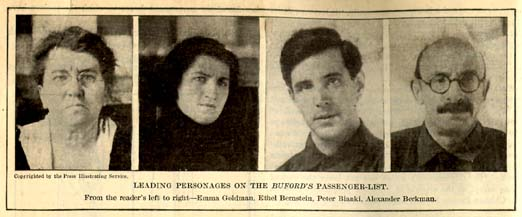
Ключові пасажири «Буфорда»: Емма Гольдман, Етель Бернштейн, Петро Бьянкі, Олександр Беркман

21 грудня 1919 року уряд США депортував 249 осіб на кораблі «Буфорд», який преса назвала «Радянським ковчегом». З цих 249 чоловік 199 були заарештовано 7 листопада 1919 року на час «рейдів Палмера». В цілому, депортовано було, на «Буфорді», і іншими способами, 351 чоловік, всі — недавні іммігранти, які не мали громадянства.
180 осіб належали до анархістського «Союзу російських робітників» [en], який був однією з основних цілей «рейдів Палмера». Газета New York Times заявила, що в цій організації є «500 російських червоних», які є «агентами, що поширюють більшовизм в Сполучених Штатах».
Відправлення з США «радянського ковчега» супроводжувалася масовою істерією в пресі. Газета New York Sun оголосила його пасажирів «змовниками всіх мастей», Boston Transcript назвав цю депортацію настільки ж знаменної, як і подорож Колумба. New York Times заявила, що депортовані «зловжили гостинністю» Сполучених Штатів, і "[замість того,] щоб віддячити Сполучені Штати, які надали їм можливості, рівність і свободу, вони намагалися знищити можливості інших, рівність і свободу. Тепер американці дізналися іноземців-революціонерів ". За заявою Los Angeles Times:
| В настоящее время в Америке 14 миллионов европейцев, не получивших гражданства; по меньшей мере 7 миллионов не владеют английским (не могут ни говорить, ни читать). Избежав дурного влияния наставников, они могут стать хорошими американцами. Но пока позволено иностранным агитаторам распространять лживую пропаганду, эти иностранцы останутся угрозой для государства и жизни американцев. |

Анархістка Емма Гольдман неодноразово заарештовували за «заклики до заколоту», і протести проти призову, Олександр Беркман був засуджений на 14 років тюремного ув'язнення за спробу вбивства промислового капіталіста Генрі Клея Фріка після страйку 1892 року. У 1917 році повторно заарештований за спільні з Еммою Гольдман виступу проти призову.
Сам капітан «Буфорда» не знав місця призначення, і розкрив запечатані накази з його вказівкою тільки через 24 години після відплиття. Пасажири корабля фактично перебували на становищі ув'язнених; для їх охорони був розміщений загін з 58 морських піхотинців з 4 офіцерами, а екіпажу видані пістолети.
«Буфорд» зупинився в Кілі, де взяв на борт німецького офіцера для проходу через що залишилися після війни мінні поля Північного моря. 16 січня 1920 корабель прибув в фінський порт Ханко, звідки під охоронною «білофінів» перепроваджені в Териоки. 19 січня депортовані були проведені по льоду річки Сестри в зруйнований війною Белоостров, де з тріумфом зустріли більшовиками, і перевезені в Петроград.
Подальша їх доля виявилася складною. Емма Гольдман та Олександр Беркман їхали в Радянську Росію з самими райдужними надіями, проте після прибуття переконалися, що шляхи більшовиків і анархістів вже давно розійшлися.

## Друга «Червона загроза» (1947—1957)
Друга «Червона загроза» характеризувалася страхом перед шпигунством комуністів і була викликана появою комуністичних держав в Східній Європі , блокадою Західного Берліна (1948 — 1949), громадянською війною в Китаї (1949) і Корейською війною (1950 — 1953 рр.). Ці побоювання вилилися в занесення в чорні списки, арешти і депортації осіб, підозрюваних в симпатіях до комунізму.

### Передумови
Колишні члени Компартії США і агенти радянської розвідки Елізабет Бентлі і Уеттейкер Чамберс виступили із заявами про активне проникнення радянських агентів і осіб, які симпатизують комунізму, в різні урядові установи США під час і після закінчення Другої світової війни. Ці заяви були сприйняті як доказ активної радянської та комуністичної інфільтрації в американський уряд. Поява атомної бомби у Радянського Союзу породила страх перед можливою ядерною атакою на США і перед Комуністичною партією США. Арешт влітку 1950 року подружжя Розенберг, що працювало на радянську розвідку комуністів, привернув увагу американської громадськості до їхньої справи. Антикомунізм підтримувався прикладами з історії та повсякденному житті СРСР і Китаю, в яких американці бачили свідчення руйнівну роль комунізму. Особлива увага зосереджувалася на сталінських репресіях і таборах примусової праці ГУЛАГу.

### Історія

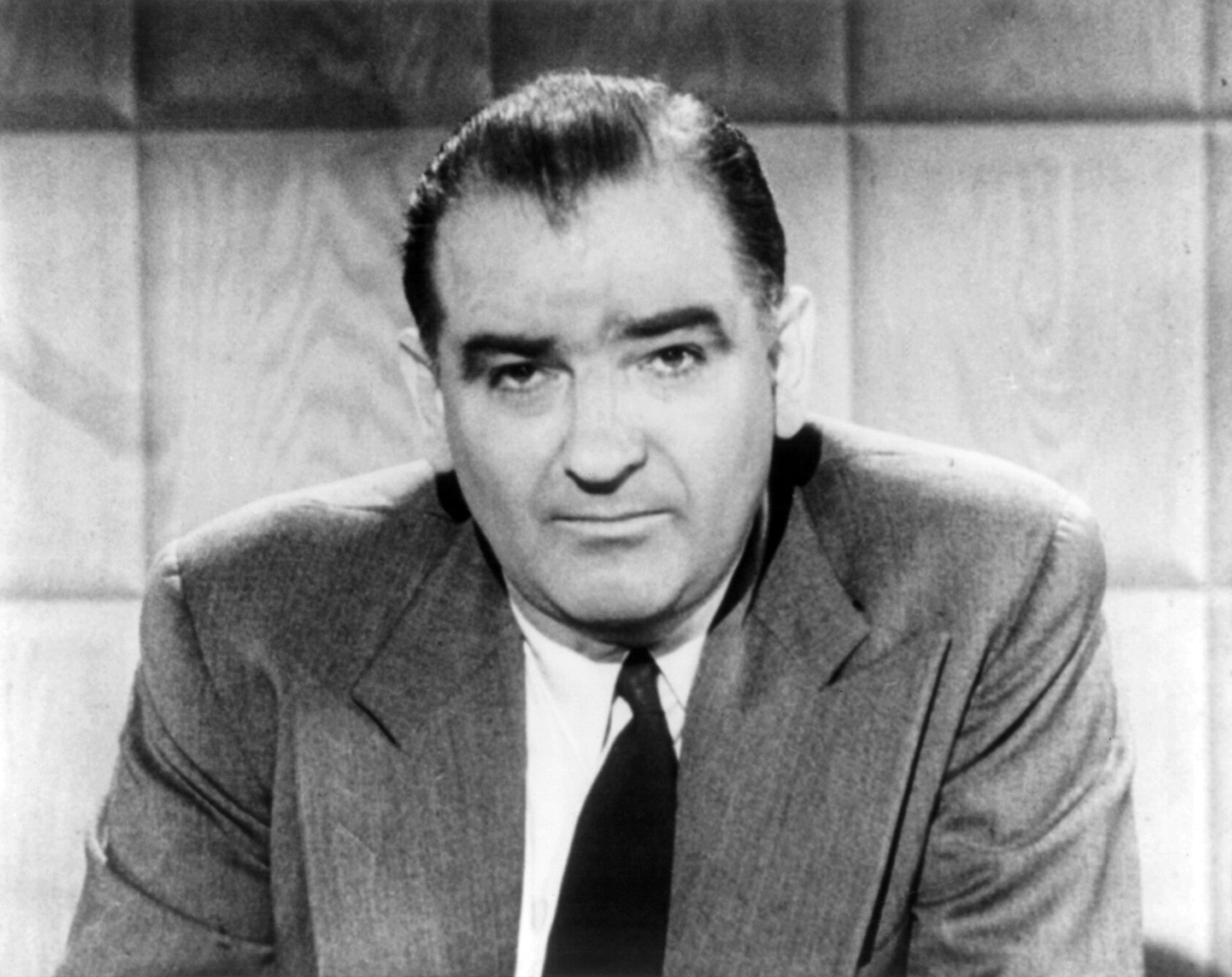
Сенатор Джозеф Маккарті

Завдяки Великій депресії комунізм став привабливою ідеологією для багатьох американців, особливо в інтелектуальному і в робочому середовищі. На піку своєї популярності в 1939 Компартія США налічувала 50 тис. членів. Зі вступом у війну в 1940 Конгрес прийняв «Акт Сміта», який зробив незаконним членство в політичних групах, які виступали за насильницьку зміну існуючого ладу, і зажадав від іноземців реєстрації в федеральному уряді. Цей закон був спрямований не тільки проти Компартії, але також проти «Німецько-Американського Бунда» і проти американців японського походження в цілому. З початком німецького вторгнення в СРСР Компартія змінила свою позицію з анти- на провоенную. Поки США і СРСР були союзниками, Компартія США виступала проти страйків і підтримувала американські військові зусилля. Голова Компартії Ерл Браудер висунув гасло «Комунізм — це американізм двадцятого століття». У той же час троцькістська Соціалістична Робітнича Партія виступала проти війни і підтримувала страйки, в тому числі в оборонній промисловості. Ряд членів УРП були засуджені відповідно до «Акту Сміта», в той час як Компартія таким санкціям не зазнала.
У 1947 Гаррі Трумен підписав Указ № 9835, який створив «Програму перевірки лояльності федеральних співробітників». Ця програма заснувала комітети з розслідування і звільнень співробітників в Вас виникли сумніви щодо їх лояльності. Комісія з розслідування антиамериканської діяльності (англ.   House Committee on Un-American Activities, (HUAC)) і сенатські підкомітети, які в 1953 очолив сенатор Джозеф Маккарті, почали розслідування щодо справжніх або підозрюваних американських комуністів і їх ролі, справжньою або уявної, в шпигунстві, пропаганді і підривної діяльності.
Друга «Червона загроза» протікала на тлі розпочатої гонки ядерних озброєнь, що спричинило за собою помітні наслідки для американського способу життя: різко зросла популярність домашніх притулків на випадок ядерної атаки, регулярно проводилися навчальні тривоги в школах і університетах. Починаючи з 1950-х років зросла популярність наукової фантастики. Багато трилери і фантастичні фільми цього періоду експлуатували тему жахливого, нелюдського ворога, який планував проникнути в суспільство і знищити американський спосіб життя. Антикомунізм вплинув навіть на спорт; команда «Червоні Цинциннаті» (англ.   Cincinnati Reds) тимчасово змінила свою назву на «червононога Цинциннаті» (англ.   Cincinnati Redlegs), щоб уникнути асоціацій з комунізмом.